# 대암초등학교
대암초등학교는 대한민국 경상남도 창원시에 있는 공립 초등학교이다.

## 연혁
- 2001년 5월 1일: 개교